# جزيرة القرود
جزيرة القرود بالفصيح جزيرة القردة (بالإنجليزية: Monkey Island)‏ هي جزيرة تقع في البحر الأبيض المتوسط قبالة شاطئ مدينة سكيكدة شمال شرق الجزائر، تبلغ مساحة الجزيرة حوالي 0.3 هكتار.

## تاريخ
بني فوق جزيرة القرود منارة في حقبة الإستعمار الفرنسي، تأسست سنة 1847 وتتسم بمدى ضوء ثابت مرئي لـ 10 (قطاع أبيض) و 6 (أخضر) أميال بحرية. وهي الآن مزار سياحي بمدينة سكيكدة.